# Трансильванія
Трансильва́нія (рум. Transilvania, «Залісся»), або Семи́город — історична область на півночі Румунії. Займає Трансильванське плато і частину гірських хребтів Східних та Південних Карпат. До 1918 року перебувала переважно в межах Угорського королівства (у її східній частині), пізніше у північно-західній Румунії; близько 60 000 км² з понад 4 млн мешканців; до Трансильванії зазвичай включають також Мармарощину, Кришану і Банат. Із цими територіями Трансильванія має площу 102 000 — 103 000 км².

## Назва
- Трансильванія[1][2] (лат. Transsilvania, «Залісся») — основна латинська назва, від якої походять інші назви в більшості мов.
- Семигород[2], або Семигра́ддя[2][3] (від нім. Siebenbürgen; пол. Siedmiogród) — українська перекладна назва, що походить від німецької.
- Ердей, або Ердель (угор. Erdély; церк.-слов. Ердель; тур. Erdel) — угорська назва та назва Трансильванії в Османській імперії.
- Ардял (рум. Ardeal) — місцева румунська назва, що походить від угорської.

### Походження назви

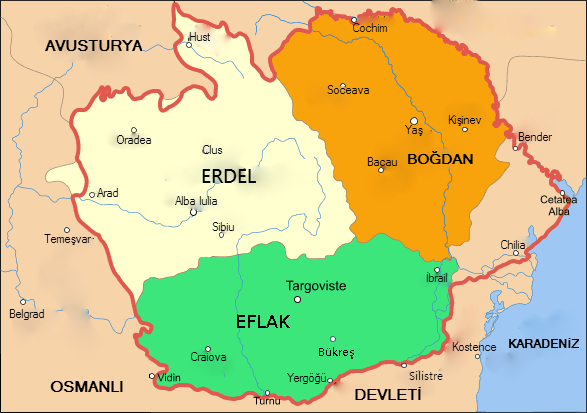
Богданія (Молдова), Ефлак (Волощина) і Ердель

Назва Семигород походить від шести великих саксонських фортець (Медіаш, Мюльбах, Клаузенбург, Шесбург, Ройсмаркт і Броос) та столиці краю — Германштадту. Пізніше назва розповсюдилась ще на дві фортеці, Бістріц і Кронштадт, потім так стали називати увесь край. За німецькими джерелами до семи фортець, що дали назву краю, належали Бістріц, Броос, Германштадт, Клаузенбург, Кронштадт, Мюльбах, Шесбург, бо Медіаш отримав статус фортеці лише у 1534 році.

## Історія
В античну добу Трансильванію населяли даки, в цих краях знаходилася столиця войовничого дакійського народу — Сармізегетуза. В 106—271 Трансильванія була римською провінцією (тоді вона зазнала часткової романізації), згодом опанована готами, гепідами, аварами і булгарами, із 6 ст. до Трансильванії почали переселятися слов'яни.
Приблизно в IX-X століттях відбувається переселення у Трансильванію з Балкан волохів.
З кінця 9 ст.
Трансильванія була підкорена угорцями (насамперед владу угорців визнав дукс Менуморут з Біхора (поблизу сучасного м.Орадя), васал Візантії), з початку XI століття стала частиною Угорського Королівства, у складі якого мала широку автономію - тут керували дьюли з роду Боґата. З 10 ст. у Трансильванії почали селитися угорці, з 11 ст. у східній Трансильванії — угорські вільні піддані тюркського (нащадки кочового конгломерату племен які заселили Балкани) походження (так звані секлери), з 12 ст. — сакси. У лютому 1438 року була узаконена Унія трьох націй (мадяри, сакси, секеї) зі спільного управління Трансильванією.
Після розпаду Угорського королівства (битва при Могачі (1526)) в Трансильванії оформилося автономне угорське Семигородське князівство (1541—1687) під зверхністю Османської імперії. У різні роки столицею Трансильванії були Дюлафехервар (Алба-Юлія), Германштадт (Сібіу) та Коложвар (Клуж-Напока).
У 17 ст. Трансильванія була об'єктом боротьби між Османською і Габсбурзькою імперіями. У 1699—1867 Трансильванія була провінцією Австрії, згодом Угорщини, з 1918 Трансильванією заволоділо Румунське королівство.

### Семигородське князівство

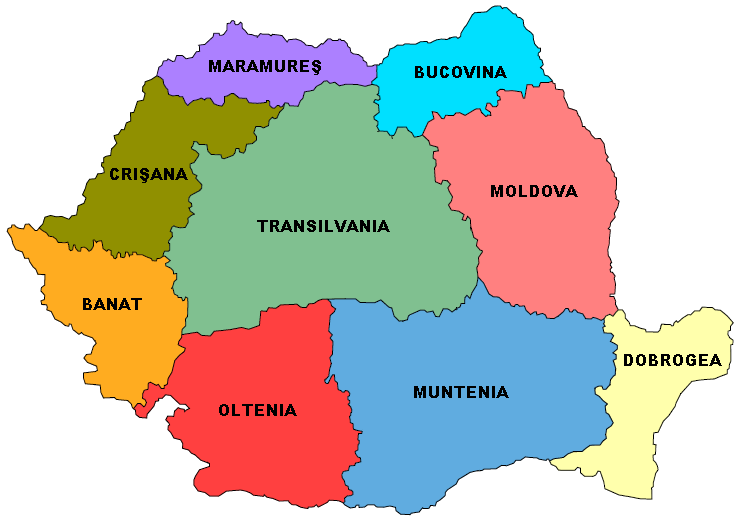
Історичні області Румунії

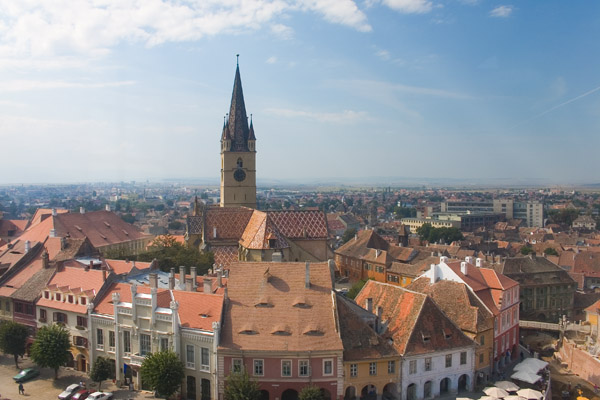
Історичний центр міста Сібіу

Друга половина XVI і XVII століття — період формування культурної та політичної ідентичності Трансильванії як оплоту протестантизму на сході Європи. Спочатку, з часів заснування Семигородського князівства під зверхністю Османів (1541 рік) і до 1571 року Трансильванією правила династія Заполья, далі й аж до 1613 року князі Трансильванії походили головним чином з роду Баторі, в XVII столітті — з роду Ракоці. Вони не тільки витягували політичні дивіденди з протистояння султана і Габсбургів, а й успішно захищали традиційні угорські вільності від централізаторських намірів віденських імператорів.
Князь Семигорода Габор Бетлен (1613-29) вважав 1628 р. за можливе відокремлення України від Польщі і створення окремої держави. Богдан Хмельницький був у дипломатичних зв'язках з князем Семигорода — Юрій I Ракоці (1630-48) і Юрій II Ракоці (1648-60) і уклав з ним військовий союз проти Польщі (1656). У 18 ст. екзильний гетьман Пилип Орлик мав зносини з князем Ференцем II Ракоці (1676—1735; кн. 1704-11).
У 1687 році, після невдалої для турків облоги Відня і спроби султана посадити на трансильванський престол свого ставленика, князівство було зайнято військами Габсбургів. Султан остаточно відмовився від претензій на володіння Трансильванією за Карловицьким миром 1699 року.
Невдала розпочата князем Ференцем II Ракоці спроба відокремитися від Габсбургів призвела до скасування в 1711 році трансильванської державності. Слідом за тим почався процес інтенсивного покатоличення Трансильванії. В 1867 р. після створення Австро-Угорської монархії Трансильванія увійшла до складу Угорського королівства і була розділена на комітати (див., напр., Харомсек).

### Трансильванія в румунському відродженні
1699 деякі проповіді Йоаникія Галятовського були перекладені та видані румунською мовою в Алба-Юлія. 1757 р. Дімітріє Евстатіє Брашовянул створив першу румунську граматику в Трансильванії на основі граматики Мелетія Смотрицького; він також переклав ряд книг з церковно-слов'янської на румунську мову (з'явились друком 1792 року в Сібіу).

### Українці Трансильванії та зв'язки з Руссю-Україною

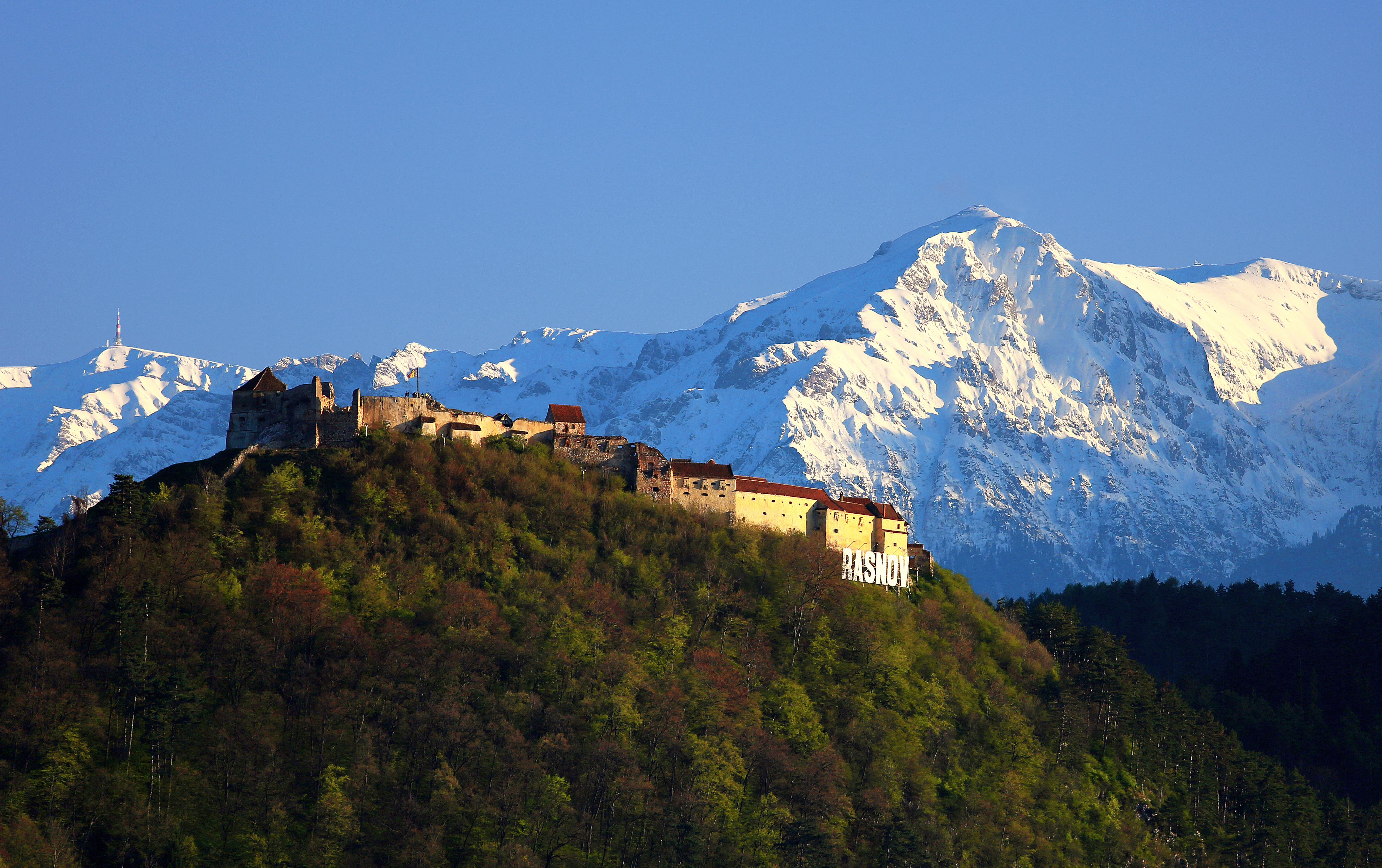
Цитадель Ришнов на фоні гір — трансильванські сакси називали його Rusnâ, етимологія назви цього міста пов'язана з Руссю, та населенням русинами

Серед слов'ян Трансильванії значну частину складали українці (русини), про що свідчать топографічні назви (Rusz, Reusdorfel, Russdorf, Rusesti). Перші документальні сліди про українські поселення в Трансильванії датовані XIII століття (гора Ruscia, м. Forum Ruthenorum). На південному сході Трансильванії в повіті Брашов існує місто Ришнов — трансильванські сакси (русо-влахи, як їх іменували в Константинополі) його називали Rusnâ, етимологія назви цього міста пов'язана теж з Руссю, та населенням русинами, яке жило до приходу саксів в ці місця на початку XIII століття. Ще у 15 ст. в Трансильванії існували чималі українські колонії, які пізніше зазнали мадяризації або румунізації.
Зв'язки України з Трансильванією (політичні і культурні) існували за часів Запорозької Січі та Гетьманщини. Українські козаки, що служили у валаському (румунському) війську, допомогли Михайлові Хороброму об'єднати Семигород з Волощиною і Молдовою (1593—1601).
Перепис 1930 року виявив у Трансильванії (без Мармарощини і Банату) ледве 2 100 українців, найбільше у місті Орадя.

### Трансильванія в XX столітті

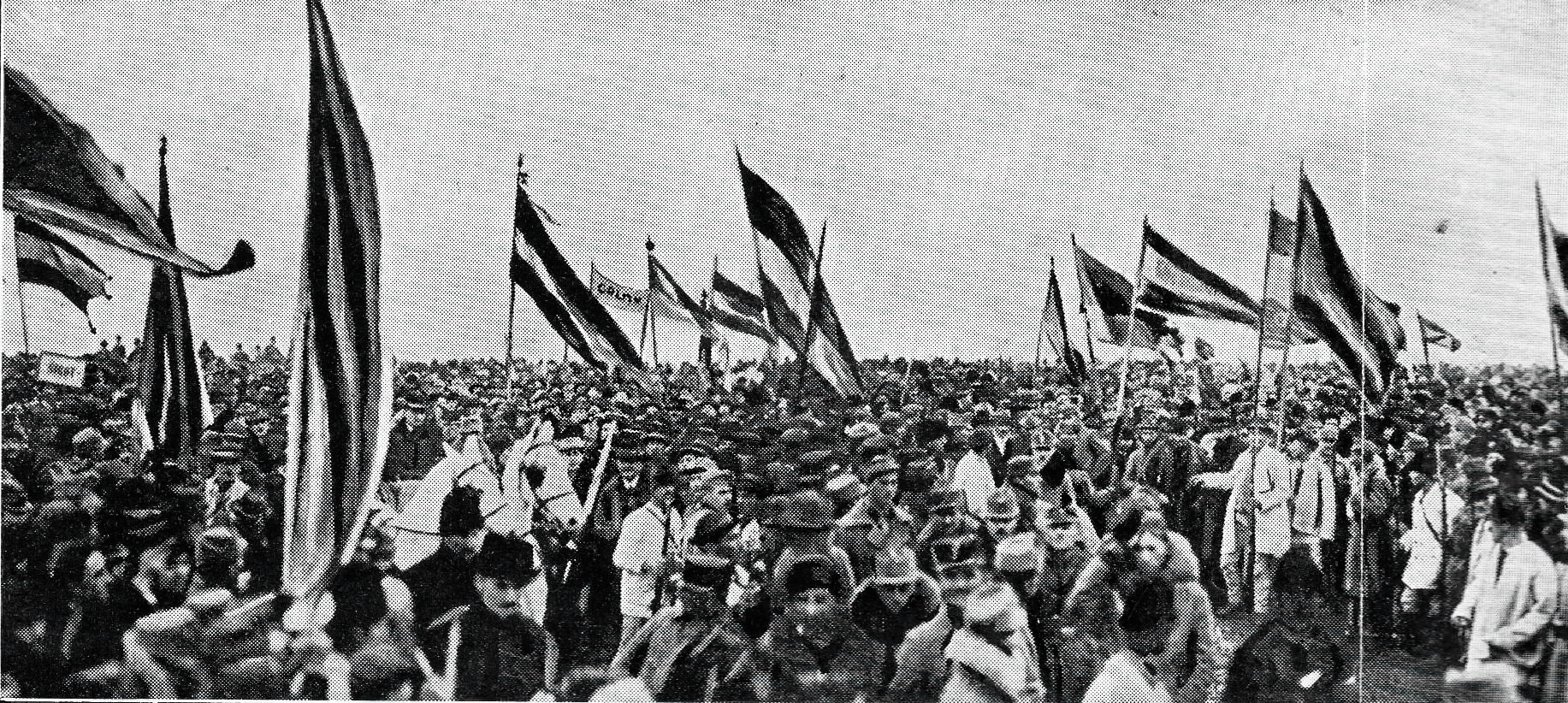
Національні Збори в Алба-Юлія (1 грудня 1918), які закликали до союзу регіону з Румунією

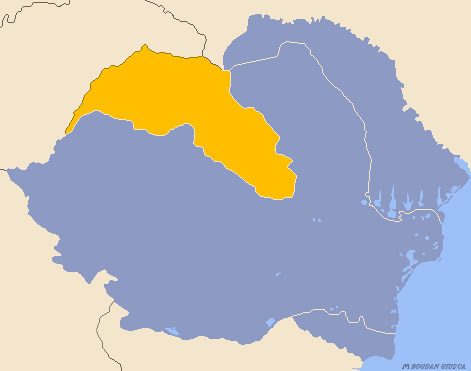
Мапа Румунії 1939 року. Північна Трансильванія (рум. Transilvania de Nord) позначена жовтим.

Однією з умов вступу Румунії в Першу світову війну було приєднання Трансильванії до території Румунії. Після закінчення війни, в результаті Тріанонського договору, Трансильванія повністю включена до складу Румунії.
За рішенням другого Віденського арбітражу, проведеного Німеччиною та Італією 30 серпня 1940 року, Румунія передала Угорщині Північну Трансильванію. Південна Трансильванія залишилася в румунських руках.
У 1944-45 рр. угорське населення Північно-східної Трансильванії піддалося насильству з боку так званих «чорних сермяг» — румунських шовіністичних банд, організованих прем'єр-міністром Юліу Маніу. На думку деяких істориків, радянське командування крізь пальці дивилося на румунський терор. При підведенні остаточних підсумків Другої світової війни, за умовами мирного договору, підписаного 10 лютого 1947 року, був анульований Віденський арбітраж 1940 року і декларувалося приєднання Північно-східної Трансильванії до Румунії.
У 1968 році Ніколае Чаушеску скасував Муреш-Угорську автономну область (створену в 1952 році на сході Трансильванії) у процесі адміністративно-територіальної реформи скасування областей та повернення традиційного поділу Румунії на повіти (жудеці). При цьому була «тихо» ліквідована й автономія угорців. Територія Угорської АО увійшла переважно до складу жудців Муреш, Харгіта, Ковасна. Антиугорський курс довгий час забезпечував диктатору Чаушеску симпатії певних верств румунського населення.

## Адміністративний поділ
Площа історичного воєводства 55 146 км².
У регіонах, які приєднала Румунія в 1920 році, розташовано 23 округи, включаючи приблизно 102 200 км² (102 787—103 093 км² в угорських джерелах та 102 200 км² в сучасних румунських документах). Останнім часом, у зв'язку з деякими адміністративними реорганізаціями, територія охоплює 16 повітів-жудеців (румунською: Judet), з площею 99 837 км², в центральній та північно-західній Румунії.
Це такі 16 повітів: Алба, Арад, Біхор, Бистриця-Несеуд, Брашов, Караш-Северин, Клуж, Ковасна, Харгіта, Хунедоара, Марамуреш, Муреш, Селаж, Сату-Маре, Сібіу і Тіміш.
Найбільш густонаселені міста (перепис жовтня 2011):
- Трансильванія власне:
  - Клуж-Напока (324,576)
  - Брашов (253,200)
  - Сібіу (147,245)
  - Тиргу-Муреш (134,290)

- Банат:
  - Тімішоара (319,279)
  - Решица (73,282)

- Крішана:
  - Орадя (196,367)
  - Арад (159,074)

- Марамуреш:
  - Бая-Маре (123,738)
  - Сату-Маре (102,411)

## Цікаві місця

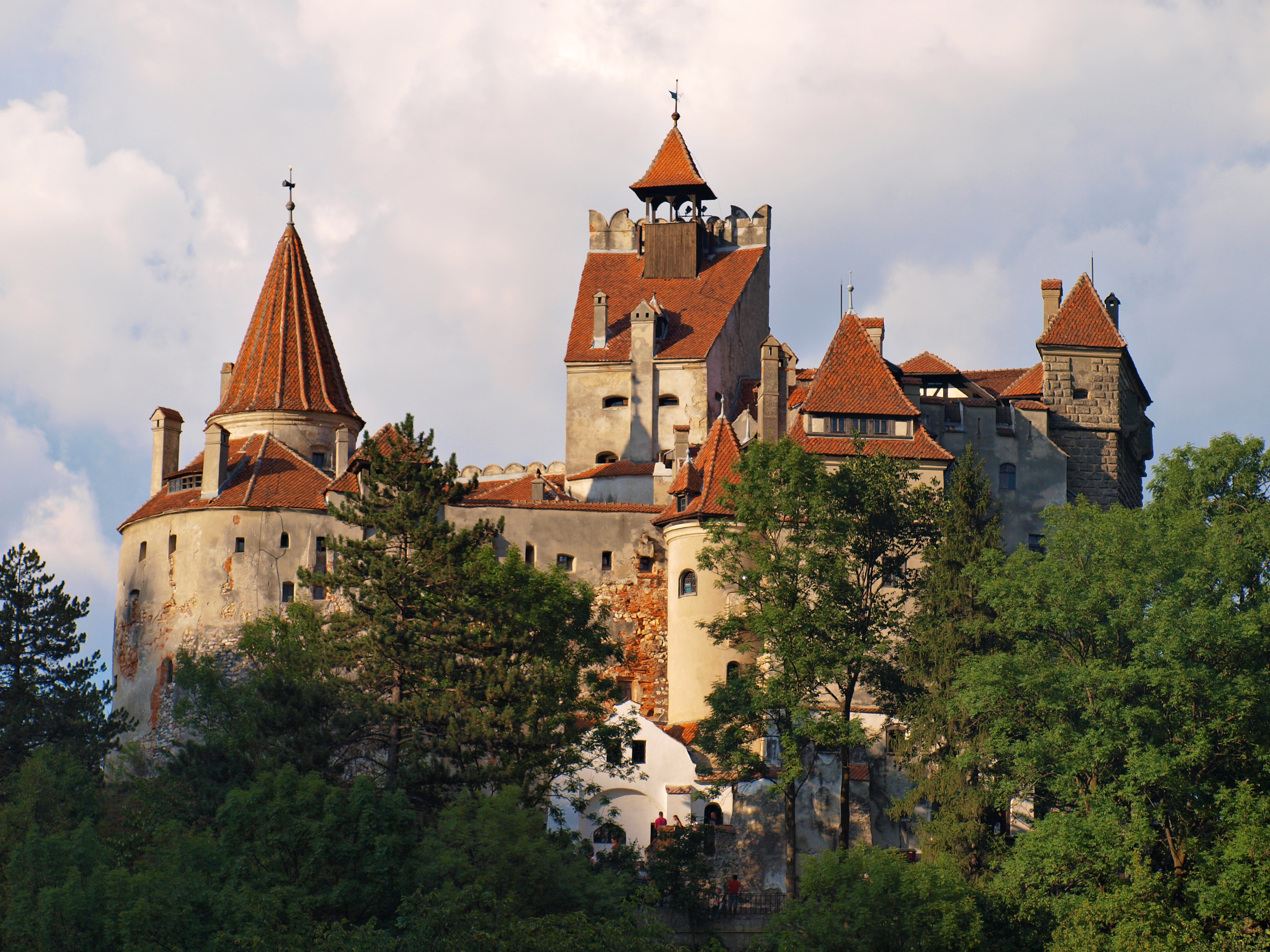
Замок Бран

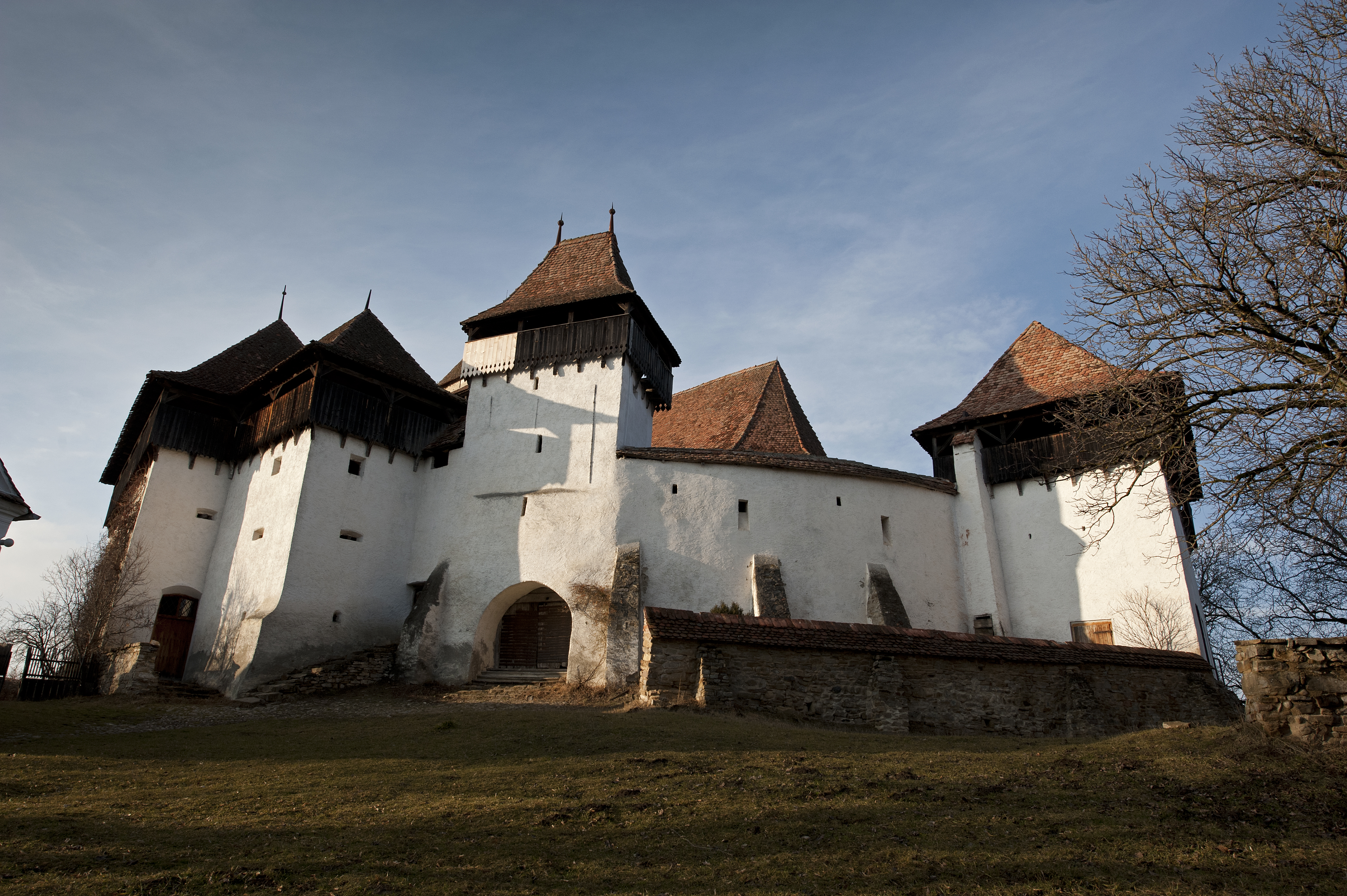
Укріплена євангелічна церква в Віскрі

- Замок Бран, також відомий як Замок Дракули.
- Середньовічні міста Трансильванії Алба-Юлія, Клуж-Напока, Брашов, Сибіу
- і Сигішоара (місце нар. Влада Дракули)
- Церква Денсус, найстаріша церква в Румунії.
- Старі дерев'яні церкви Трансильванії.
- Села з укріпленими церквами в Трансильванії:
  - Б'єртан
  - Килнік
  - Диржіу
  - Прежмер
  - Саскіз
  - Валя-Віїлор
  - Віскрі
- Румунська традиційна й народна культура, Національний Комплекс Музеїв, Сибіу.
- Угорська традиційна й народна культура.

### Монографії
- Коротка історія Трансільванії / О. С. Гаврилів. — Л. : П. П. Сорока, 2010. — 46 c.

### Довідники
- Кресін О.В. Трансильванське князівство // Енциклопедія історії України : у 10 т. / редкол.: В. А. Смолій (голова) та ін. ; Інститут історії України НАН України. — К. : Наукова думка, 2013. — Т. 10 : Т — Я. — С. 135. — ISBN 978-966-00-1359-9.
- Енциклопедія українознавства : Словникова частина : [в 11 т.] / Наукове товариство імені Шевченка ; гол. ред. проф., д-р Володимир Кубійович. — Париж — Нью-Йорк : Молоде життя, 1955—1995. — ISBN 5-7707-4049-3.
- Трансильванське князівство // Юридична енциклопедія : [у 6 т.] / ред. кол.: Ю. С. Шемшученко (відп. ред.) [та ін.]. — К. : Українська енциклопедія ім. М. П. Бажана, 2004. — Т. 6 : Т — Я. — 768 с. — ISBN 966-7492-06-0.
- Edouard Sayous, Histoire (francais) pag.25 https://archive.org/details/histoiregnra00sayouoft